# バルバラ・パウルス
バルバラ・パウルス（Barbara Paulus, 1970年9月1日 - ）は、オーストリア・ウィーン出身の元女子プロテニス選手。当地の女子テニス選手として、史上初の世界ランキングトップ10入りを果たした人である。WTAランキング自己最高位はシングルス10位、ダブルス83位。身長177cm、体重62kg、右利き。WTAツアーでシングルス6勝、ダブルス1勝を挙げた。粘り強さを持ち味とするベースライン・プレーヤーで、多彩なグラウンド・ストロークを最大の武器にした。彼女は「バブシ」（Babsi）という愛称で呼ばれた。日本語メディアでは名前だけ英語読みを用いたバーバラ・パウルスの表記も見られる。

## 来歴
9歳からテニスを始め、1986年にプロ入り。1987年全仏オープンで4大大会に初出場し、いきなり3回戦に進出した。1988年5月の「ヨーロピアン・オープン」で、女子ツアー大会のシングルスに初優勝を果たす。その3ヶ月後、8月のブルガリア・ソフィア大会で単複とも決勝に進出し、ダブルスではコンチタ・マルティネスとのペアで優勝したが、シングルス決勝ではマルチネスに敗れた。9月にソウル五輪のオーストリア代表選手としてオリンピックに初出場し、女子シングルスでジーナ・ガリソンとの3回戦まで進出した。1989年の全米オープンで初の4回戦進出を果たした時は、当年度の全仏オープン優勝者アランチャ・サンチェス・ビカリオに 2-6, 2-6 で敗れている。
1990年にパウルスのテニス経歴は最初のピークを迎え、全豪オープンと全米オープンで4回戦に進み、「ヨーロピアン・オープン」で2年ぶり2度目の優勝があった。同年10月、パウルスの世界ランキングは「12位」に上昇する。女子テニス年間最終戦の「バージニア・スリムズ選手権」にも、オーストリアの女子選手として初めて出場資格を獲得したが、この大会では1回戦でモニカ・セレシュに完敗した。この年、彼女はオーストリア・テニス連盟から「1990年ゴールデン・ニードル賞」（Golden Needle Award）を授与された。（Golden Needle: 「金の針」の意味）
しかし、この直後からパウルスは多数の故障を抱えるようになり、長期間の低迷に見舞われた。膝や両手首などの手術を受け、リハビリの合間を見ながら1992年バルセロナ五輪に出場したが、その後長期間の療養生活に入り、1993年9月までは全く試合に出場できなかった。ブランクによる世界ランキング下降のため、1994年全仏オープンは予選会の2回戦で敗退する。1994年末の段階で、パウルスの世界ランキングは「108位」の位置であったが、1995年から彼女のプレーは復調し始めた。
1995年全豪オープンで5年ぶり2度目の4回戦に進出したパウルスは、この年に9月中旬のポーランド・ワルシャワ大会とタイ・パタヤ市大会で優勝し、女子ツアーでも5年ぶりにシングルス優勝を果たした。1996年の全米オープン3回戦で、パウルスは予選から勝ち上がったロシアの15歳、アンナ・クルニコワに 6-3, 2-6, 4-6 の逆転負けを喫した。クルニコワはこの全米オープンが4大大会初出場で、この活躍により「天才美少女」として世界的な人気を得た。1996年に女子ツアーで7度の決勝進出（優勝1、準優勝6度）があったパウルスは、WTAツアー選手権（前年から「チェイス選手権」に名称変更）にも6年ぶり2度目の出場を決めたが、1回戦でリンゼイ・ダベンポートに敗退した。最終戦の開始直前、パウルスは世界ランキングで自己最高の「10位」に入り、オーストリアの女子テニス選手として史上初のトップ10入りを成し遂げた。
パウルスはその直後、右手親指の故障で1997年全豪オープンを欠場するが、全仏オープンで初の4回戦に進出した。この試合では、当時16歳で最年少世界1位になったばかりのマルチナ・ヒンギスに 3-6, 6-0, 0-6 で敗れた。続くウィンブルドンでは、2回戦で日本の雉子牟田直子に敗退する。ウィンブルドン選手権の終了後、開催時期が7月末に変更されたポーランド・ワルシャワ大会の決勝でヘンリエッタ・ナギョワ（スロバキア）を 6-4, 6-4 で破り、ここで最後のツアー優勝を飾った。1998年全米オープンの1回戦でナタリー・ドシー（フランス）に敗れた試合を最後に、パウルスは女子ツアーの第一線から退いた。現役最後の試合は、2001年3月のアメリカ・ミネソタ州ミネアポリス大会であった。
オーストリアはテニス選手の比較的少ない国であるが、彼女と同時代に活躍した男子選手のトーマス・ムスターが1995年全仏オープンで優勝し、当地初の4大大会シングルス優勝者になった。女子選手では、パウルスとバルバラ・シェットの2人が世界トップ10まで到達した。